# Judy Blank
Judy Blank (1995) is een Nederlands singer-songwriter uit Utrecht. Ze is bekend geworden door haar deelname aan het tweede seizoen van de beste singer-songwriter van Nederland in 2013, waarbij ze het in de finale af moest leggen tegen Michael Prins. In 2013 stond ze ook op de het podium van North Sea Jazz in Rotterdam, waarbij Seasick Steve haar optreden bijwoonde. Hij vroeg haar later onder andere als begeleidster in Rotterdam, en zong een duet met haar op de planken van TivoliVredenburg in Utrecht.
In 2014 bracht ze haar debuutalbum, When The Storm Hits uit tijdens North Sea Jazz. Ook speelde ze in 2014 op diverse festivals, waaronder Lowlands en Songbird Festival. Daarnaast had ze haar eigen clubtour. In 2015 speelde ze onder andere op Pinkpop en wederom op het Songbird Festival.
Daarna sloeg zij met haar muziek een iets andere weg in. Gewapend met gitaar zet ze een andere sound neer dan voorheen. Veel van de liedjes zijn geïnspireerd door haar reizen naar Amerika. Daar speelde Blank in intieme setting op open mic nights in verschillende bars en cafés in Louisiana en Nashville.
In maart 2018 kwam haar single Mary Jane uit, die werd uitgeroepen tot NPO Radio 2 TopSong. Het was het eerste voorproefje van het nieuwe album Morning Sun dat op 7 september 2018 verscheen. Morning Sun is opgenomen door producer Chris Taylor (Elle King, Miranda Lambert, The Wood Brothers) in de Southern Ground Studios in Nashville. Hierop staat ook de single Tiger Eye Stone die op 3 augustus 2018 uitkwam. In het najaar van dat jaar volgde een tour ter promotie van Morning Sun.